# Joseph Chalier
Joseph Chalier, né le 12 septembre 1747 dans la paroisse de Beaulard, aujourd'hui commune d’Oulx (Piémont), mort guillotiné le 16 juillet 1793 à Lyon (Rhône), est un révolutionnaire français, jacobin. Orateur polémique, honni par la bourgeoisie, il prononce des discours contenant des mesures sociales.

## Biographie
Joseph Chalier est le fils d'un notaire de Beaulard en Piémont. Il vient à Lyon à 15 ans et entre comme novice chez les Dominicains ; il conserve de cet enseignement un tempérament mystique, et il se représente la Révolution comme un évènement providentiel.
Pendant sept ans, il est précepteur dans un établissement d'enseignement. En 1775, il entre au service de négociants en soie lyonnais comme commis-voyageur pour le compte desquels il parcourt l'Europe méditerranéenne.

## Carrière révolutionnaire
En 1789, il adhère avec enthousiasme aux idéaux révolutionnaires. Le 14 juillet, il participe à la prise de la Bastille, à Paris. Puis il se signale par ses articles dans Les Révolutions de Paris en janvier-février 1790.
De retour à Lyon, Chalier participe au pillage de l'Arsenal de Lyon le 7 février 1790. Depuis les violentes grèves de 1786, Lyon connaît des mouvements populaires chroniques ; le conservatisme du patriciat favorise l'ascension de Chalier. À la tête d'un important mouvement représenté par les 6 000 membres des clubs de sections (coordonnés par un Club central), il devient officier municipal en novembre 1790, membre de la commission du commerce et de l'industrie, puis juge au tribunal de commerce. Il est adulé des ouvriers soyeux comme de l'ensemble des petites gens qui voient en lui un défenseur de leurs intérêts contre les notables et les maîtres-marchands. Lui-même ne comprend pas les résistances des élus conservateurs ou modérés envers certaines réformes de l'Assemblée nationale, qu'il interprète comme issues d'un complot monarchiste.
Toutefois, à cause de son impétuosité lors de visites domiciliaires en décembre 1791 qui inquiètent la bourgeoisie lyonnaise, menacée dans ses biens et ses personnes, il est accusé d'abus de pouvoir et suspendu en janvier 1792 par le Directoire du département ; il se rend à Paris pour demander justice. Il y rencontre Marat, auprès de qui il renforce ces convictions conspirationnistes.
Il participe peut être ou au moins il assiste à la Journée du 10 août 1792, et il est alors réhabilité par l'Assemblée Législative. Il revient à Lyon alors décidé à prendre exemple pour poursuivre la Révolution dans sa cité, par les armes si nécessaire. Il est reconnu comme le porte-parole des sans-culottes, il critique le libéralisme.
La chute du trône, issue de la journée parisienne du 10 août 1792, conduit au remplacement des administrateurs du département de Rhône-et-Loire par des républicains proches de Jean-Marie Roland de La Platière, alors que Chalier réhabilité rentre à Lyon. Face à la mairie girondine, les partisans de Chalier (appelés les « Chaliers ») mobilisent les sans-culottes lyonnais autour de revendications sociales : abolition du commerce privé des grains, nationalisation des moulins, administration des subsistances par l'État, salaire minimum journalier pour les tisserands en soie. À partir de novembre 1792, au moment des élections municipales, ils prennent le contrôle du Club central et de plusieurs assemblées électorales. Chalier arrive en tête des candidats à la mairie, et son rival girondin, Nivière-Chol, ne doit qu'à la mobilisation des bourgeois girondins et feuillants de l'emporter sur son rival. De nombreux "Chaliers" obtiennent cependant des sièges municipaux, et Chalier obtient la fonction de président du tribunal de district, qu'il tente de transformer en tribunal révolutionnaire.
Dans ses discours, Chalier adopte le ton prophétique et la rhétorique vengeresse de Marat. Soumise à la pression des « Chaliers », la municipalité doit accepter progressivement de prendre des mesures sociales.
Le 6 février 1793, le Club central organise une réunion secrète, au cours de laquelle, semble-t-il, il est décidé d'organiser une journée révolutionnaire afin de s'emparer de l'Hôtel de ville et d'envoyer les Rolandins devant le tribunal. Informé du complot, Nivière-Chol provoque la crise, en démissionnant : il est réélu triomphalement le 18 février avec 80 % des suffrages. Mais, devant le poids nouveau pris par les royalistes, il finit par se retirer. Alertée par la mise à sac du Club central, la Convention envoie trois commissaires montagnards, Rovère, Legendre et Basire, qui favorisent l'élection d'Antoine-Marie Bertrand, un ami de Chalier, le 8 mars 1793. Enfin libres d'agir à leur gré, ils multiplient les décisions extrêmes[précision nécessaire] et se trouvent très rapidement fortement impopulaires.
Sous la pression des « Chaliers », qui renforcent leurs liens avec le club des Jacobins et établissent un comité de salut public du Rhône-et-Loire, une armée révolutionnaire est levée et le Club central renforcé.
De leur côté, les modérés investissent les assemblées de sections et prennent, dès avril, le contrôle de 22 comités de surveillance et de 14 clubs de sections. Leur progression est favorisée par l'incapacité des « Chaliers » à améliorer la situation sociale et le poids de la taxe levée pour équiper l'armée révolutionnaire.
Le 29 mai 1793, 23 des 32 sections marchent sur l'Hôtel de ville. Une manifestation tourne à l'émeute et le 30 mai, Chalier et ses partisans sont arrêtés et la municipalité suspendue.
Le 2 juillet, une manifestation soutient Chalier.
Ces évènements se produisent à contre-courant de la situation parisienne : les 31 mai et 2 juin 1793, alors que les girondins tombent à Paris, Lyon se considère comme autonome. Une municipalité provisoire est créée, qui chasse les envoyés de la Convention et fait juger Chalier.
Celui-ci est exécuté le 16 juillet sur la place des Terreaux. La guillotine étant mal montée, le couperet tombe quatre fois sans couper entièrement sa tête, et le bourreau doit achever la décollation au couteau : il attrape enfin la tête chauve par les oreilles pour la montrer au public venu en masse assister à l'événement. Chalier est le premier guillotiné de Lyon. Il est enterré dans la soirée au cimetière de l'Âne, dans une fosse sans cercueil. Dans la nuit, Bernascon vient déterrer le cadavre avec des amis afin de faire un moulage en plâtre de sa tête ; quelques heures plus tard, la citoyenne Padovani vient avec son fils le déterrer à leur tour pour réaliser des moulages en cire. Il entre finalement au Panthéon le 10 novembre sous la bienveillance de Joseph Fouché.
Le 17 décembre 1793 une commission temporaire de justice interroge son bourreau, Jean Ripet : il explique qu'il n'avait pas vu que la guillotine était ébréchée et que la foule s'appuyant dessus l'avait déréglée. Relâché, il est arrêté au mois d'avril avec son adjoint ; ils sont exécutés le 16 avril 1794. Ce sont les derniers guillotinés de Lyon.

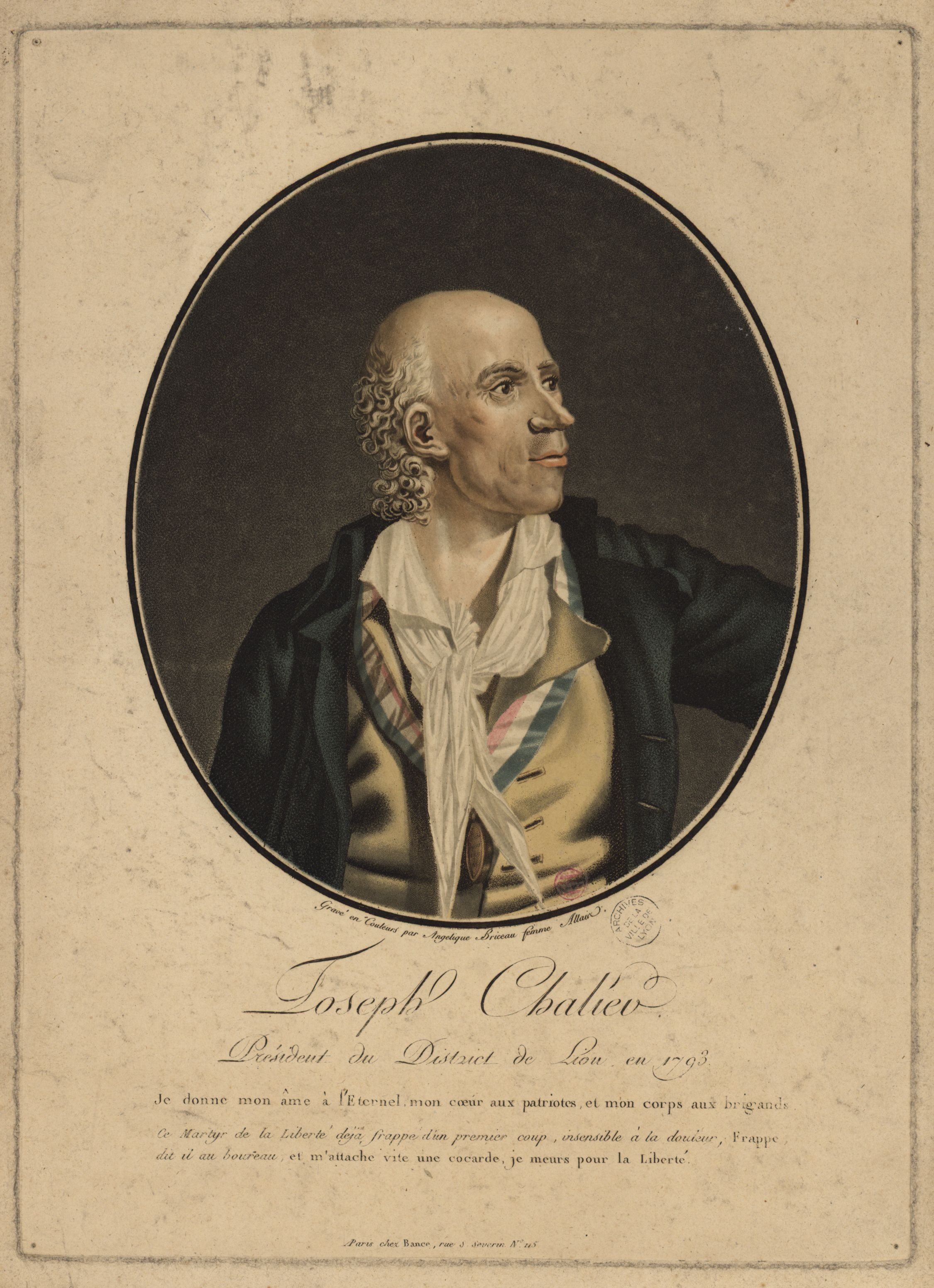
Portrait et dernières paroles de Joseph Chalier
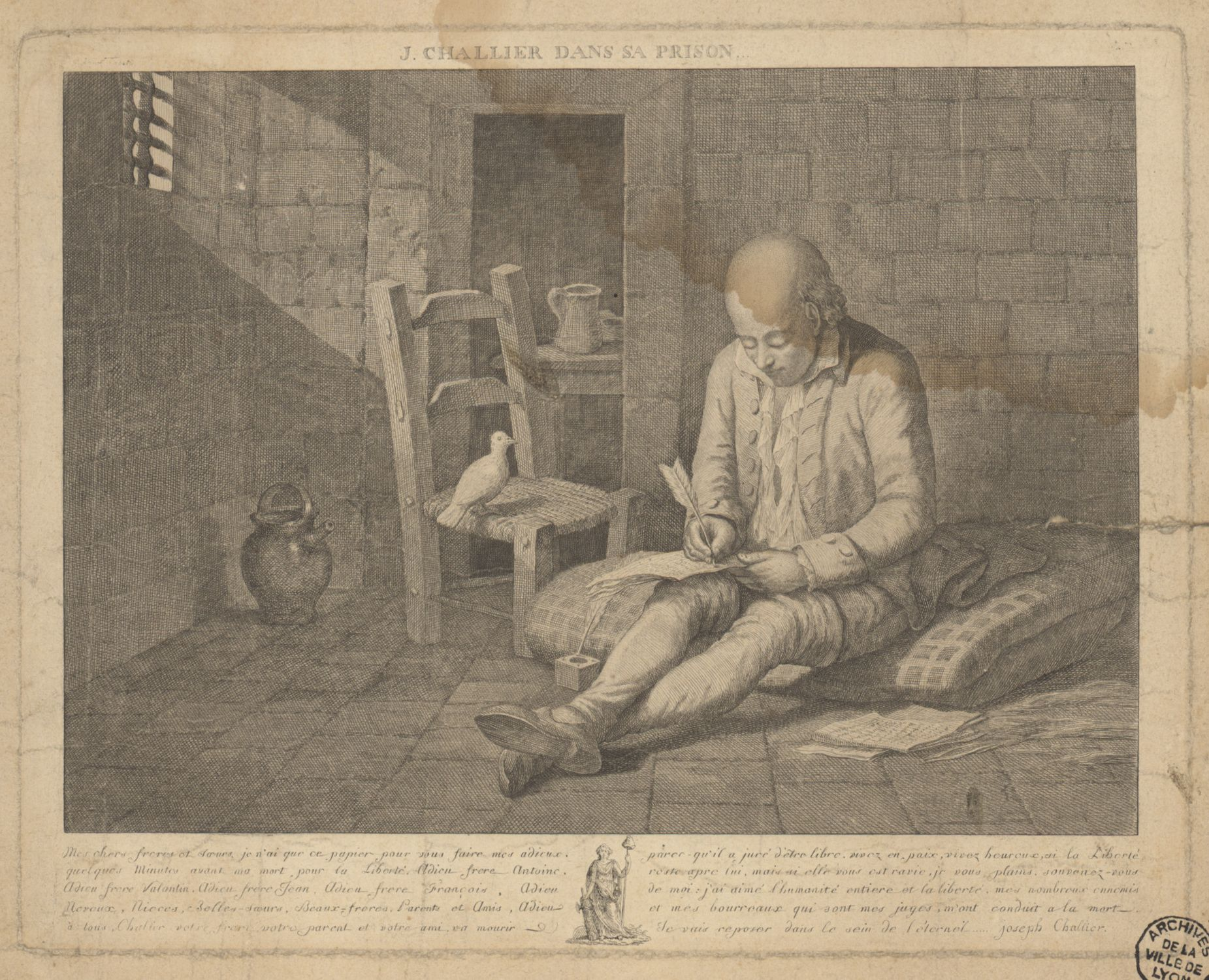
Joseph Chalier dans sa prison en train d'écrire
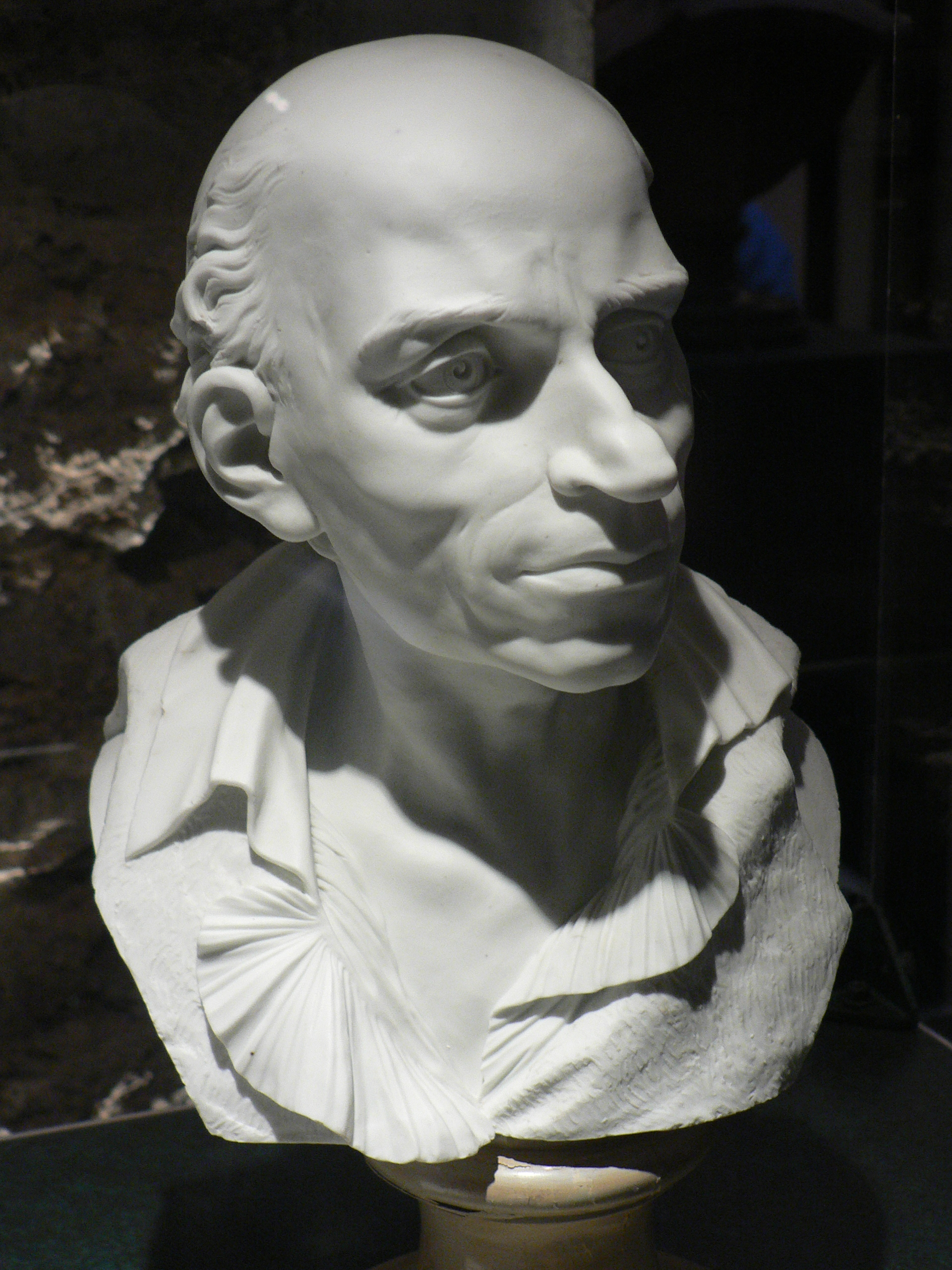
Buste de Joseph Chalier (Musée de la Révolution française)
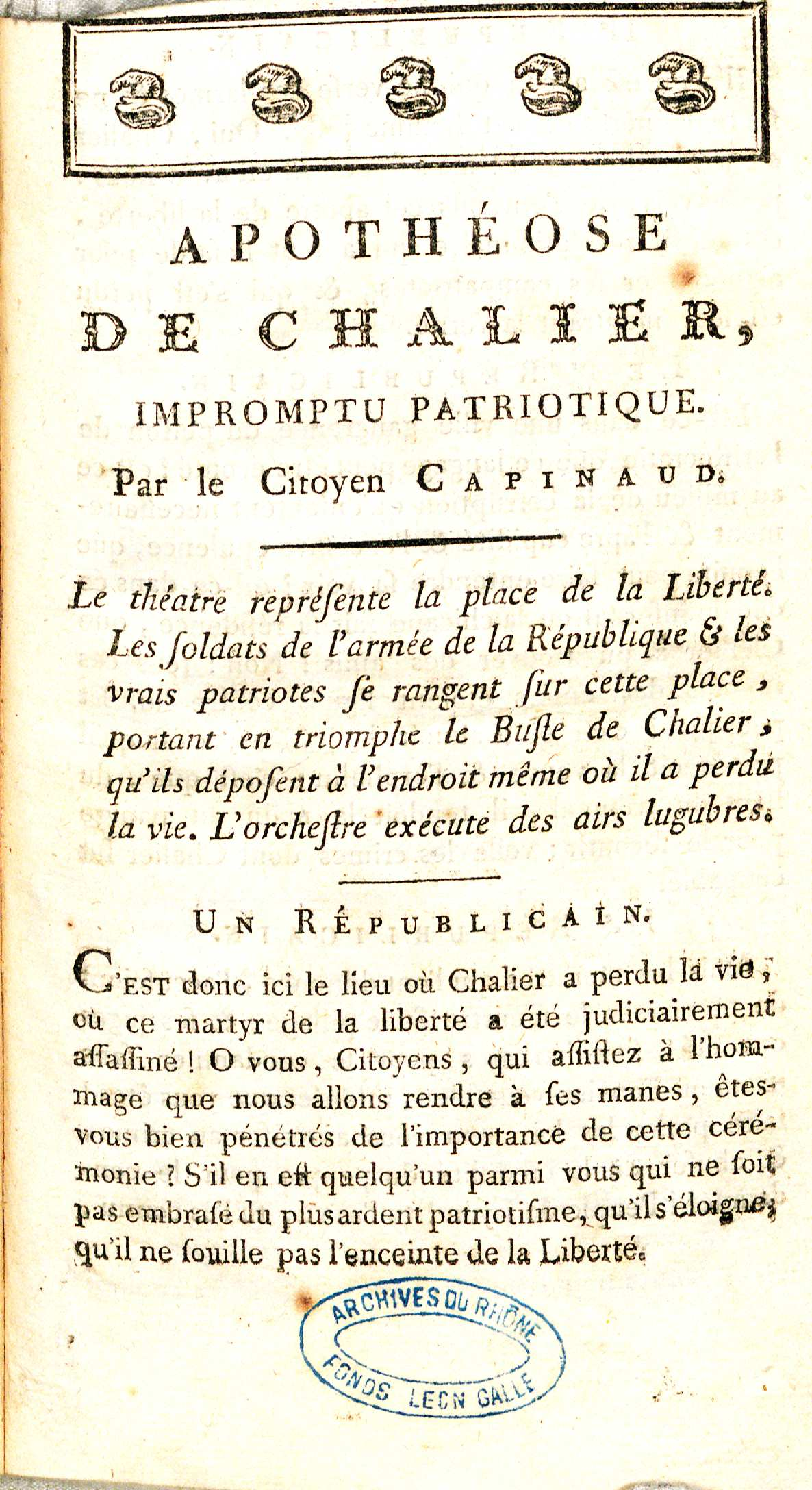
Apothéose patriotique de Chalier par Capinaud. ADRML.
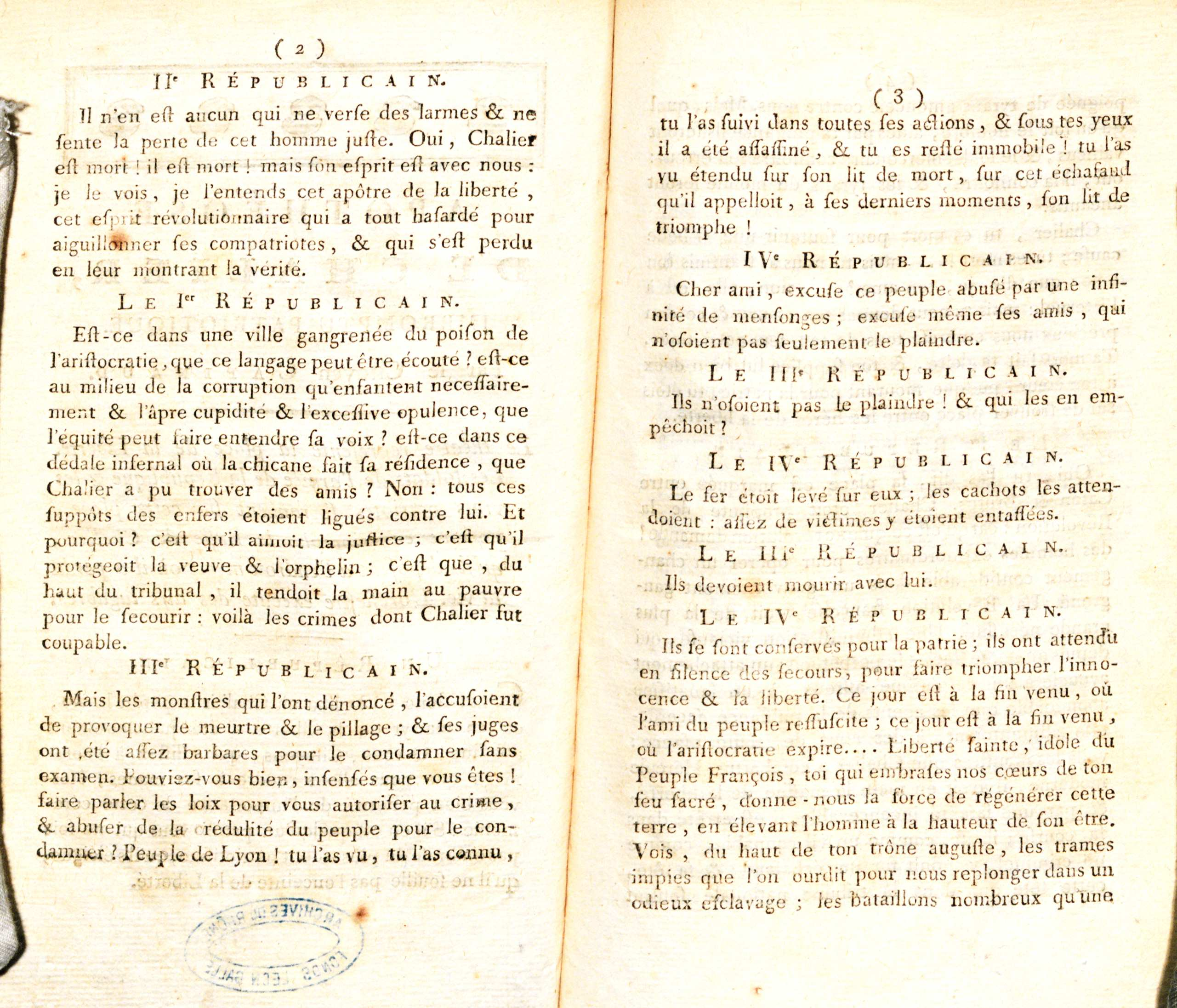
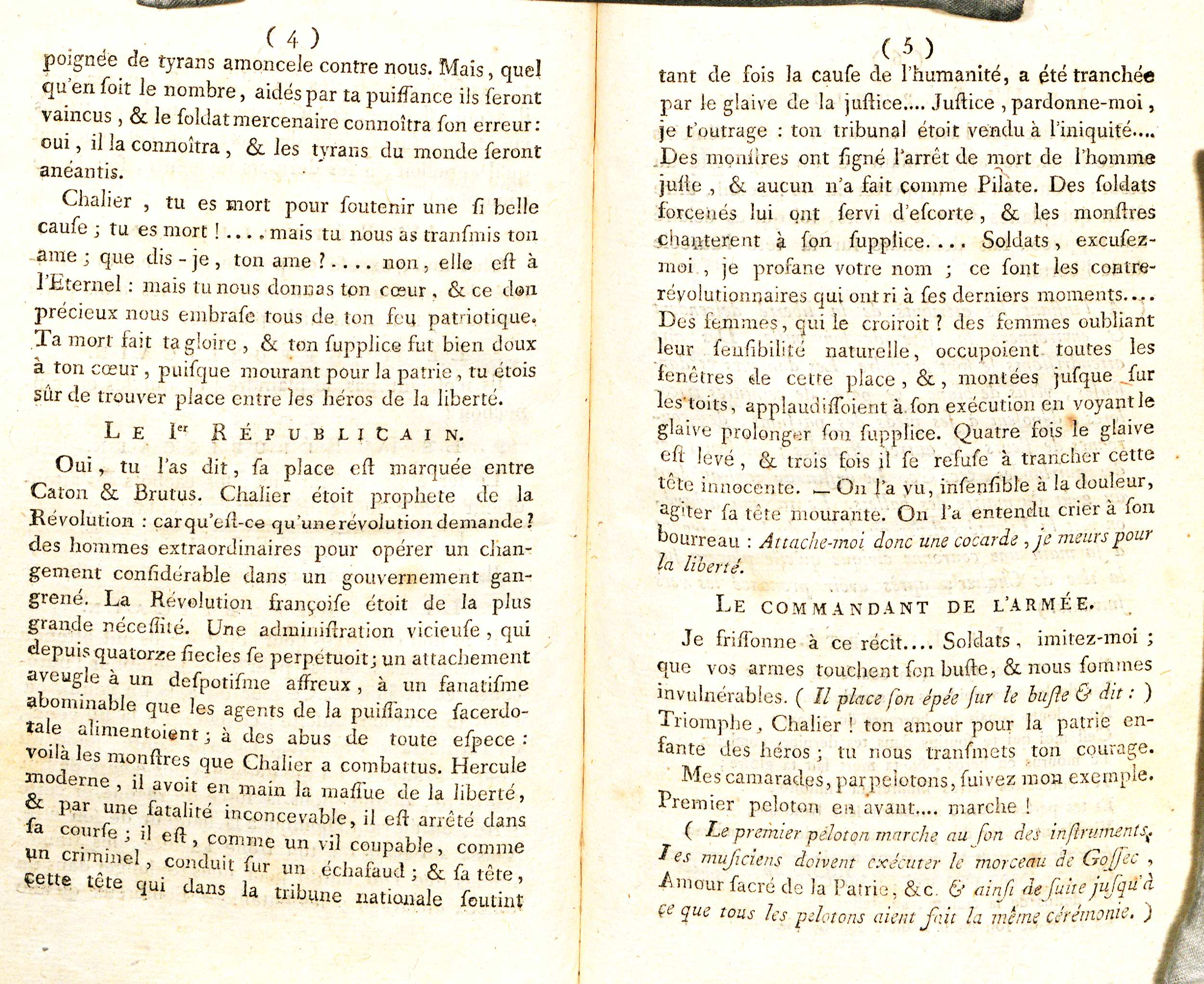
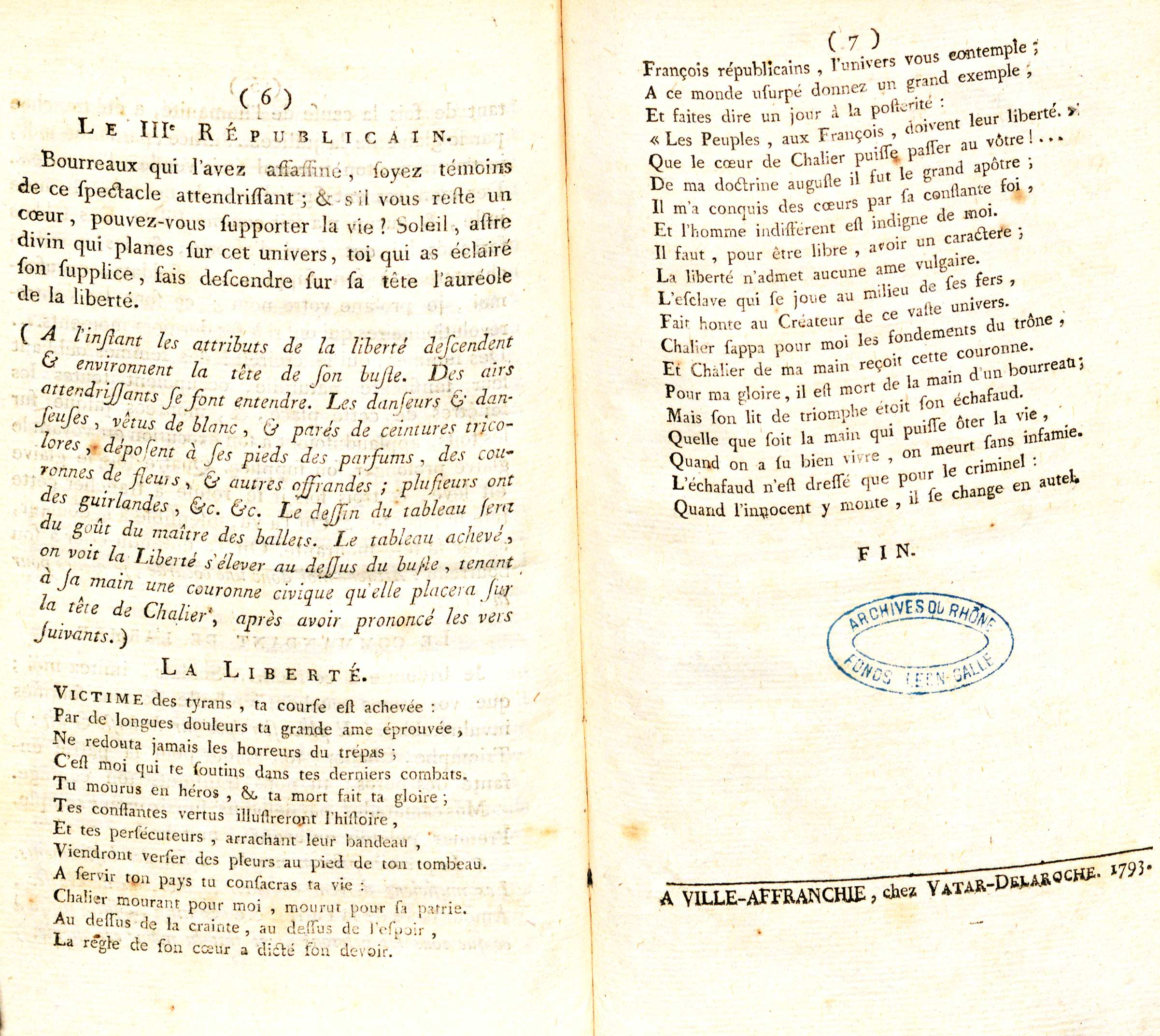

L'annonce de cette exécution provoque la rupture entre Lyon et la Convention et accentue le caractère contre-révolutionnaire de la révolte lyonnaise. La Convention décrète le siège de la ville et élève Chalier au statut de « martyr de la Liberté », aux côtés de Lepeletier de Saint-Fargeau et de Marat.
Pour renforcer l'image de martyre révolutionnaire, ses dernières paroles illustrent des gravures le représentant.